# Rafał Kurzawa
Rafał Kurzawa (Wieruszów, 29 de enero de 1993) es un futbolista polaco que juega en la demarcación de centrocampista en el Bruk-Bet Termalica Nieciecza de la Ekstraklasa.

## Selección nacional
Hizo su debut con la selección de fútbol de Polonia el 13 de noviembre de 2017 en un encuentro amistoso contra México que finalizó con un resultado de 0-1 tras el gol de Raúl Jiménez.

## Clubes
| Club                         | País      | Año       | Partidos | Goles |
| ---------------------------- | --------- | --------- | -------- | ----- |
| ROW Rybnik (cedido)          | Polonia   | 2012-2013 | 49       | 4     |
| Górnik Zabrze                | Polonia   | 2013-2018 | 118      | 10    |
| Amiens S. C.                 | Francia   | 2018-2019 | 14       | 1     |
| F. C. Midtjylland (cedido)   | Dinamarca | 2019      | 9        | 1     |
| Esbjerg fB (cedido)          | Dinamarca | 2020      | 13       | 2     |
| Amiens S. C.                 | Francia   | 2020      | 0        | 0     |
| Pogoń Szczecin               | Polonia   | 2021-2025 | 121      | 6     |
| Bruk-Bet Termalica Nieciecza | Polonia   | 2025-     |          |       |

## Palmarés

### Títulos nacionales
| Título            | Club              | País      | Año  |
| ----------------- | ----------------- | --------- | ---- |
| Copa de Dinamarca | F. C. Midtjylland | Dinamarca | 2019 |